# پابلو آپراهامیان
پابلو آلخاندرو آپراهامیان باکرجیان ( انگلیسی: Pablo Alejandro Aprahamian Bakerdjian؛ زادهٔ ۱۳ سپتامبر ۱۹۸۵) جودوکا ارمنی‌تبار اهل اروگوئه است. وی در مسابقات کشوری و بین‌المللی در مجموع برندهٔ ۱ مدال برنز شده‌است.

## زندگی‌نامه
وی در ۱۳ سپتامبر ۱۹۸۵ در به دنیا آمد و از دانشگاه د مونته‌ویدئو فارغ‌التحصیل گشت. 